# Miguel Zacarías
Miguel Zacarías Nogaim (né le 19 mars 1905 à Mexico - décédé le 20 avril 2006 à Cuernavaca, Morelos) était un réalisateur, scénariste, producteur et monteur de cinéma mexicain. 

## Filmographie

### Comme réalisateur
| - 1933 : Sobre las olas - 1934 : Payasadas de la vida - 1935 : Rosario - 1936 : El Baúl macabro - 1936 : Toma de posesión del nuevo gobernador del estado de Veracruz, licenciado Miguel Aleman Valdes - 1938 : La Cuna vacía - 1938 : Rapsodia mexicana - 1939 : Los Enredos de papá - 1940 : Cantinflas y los censos - 1942 : Las Tres viudas de papá - 1942 : Papá se desenreda - 1942 : Papá se enreda otra vez - 1943 : El Peñón de las Ánimas - 1943 : Una Carta de amor - 1945 : Flor de durazno - 1945 : Me he de comer esa tuna - 1947 : Si me han de matar mañana - 1947 : Soledad - 1949 : El Dolor de los hijos - 1949 : Escuela para casadas - 1949 : La Vorágine - 1950 : Piña madura - 1951 : La Marquesa del barrio - 1951 : Tierra baja - 1952 : Ahí viene Martín Corona - 1952 : El Enamorado | - 1952 : La Alegre casada - 1952 : La Loca - 1952 : Necesito dinero - 1953 : Ansiedad - 1954 : Cuidado con el amor - 1954 : La Infame - 1955 : Escuela de música - 1958 : El Gran espectáculo - 1958 : Sueños de oro - 1961 : Juana Gallo - 1964 : Los Astronautas - 1965 : Escuela para solteras - 1966 : Juan Colorado - 1966 : La Vida de Pedro Infante - 1966 : Los Cuatro Juanes - 1966 : Los Dos rivales - 1967 : Los Alegres Aguilares - 1969 : El Pecado de Adán y Eva - 1970 : Claudia y el deseo - 1970 : Estafa de amor - 1971 : Jesús, el niño Dios - 1971 : Jesús, nuestro Señor - 1972 : Lo que mas queremos - 1972 : María y José Jesús - 1983 : 96 horas de amor - 1986 : La Vida de nuestro señor Jesucristo |

### Comme scénariste
| - 1933 : Sobre las olas - 1934 : Payasadas de la vida - 1938 : La Cuna vacía - 1939 : Los Enredos de papá - 1942 : Las Tres viudas de papá - 1942 : Papá se enreda otra vez - 1943 : El Peñón de las Ánimas - 1943 : Una Carta de amor - 1945 : Capullito de alhelí - 1945 : Flor de durazno - 1945 : Me he de comer esa tuna - 1947 : Si me han de matar mañana - 1947 : Soledad - 1949 : El Dolor de los hijos - 1949 : Escuela para casadas - 1949 : La Vorágine - 1949 : Pobres.. pero sinvergüenzas - 1950 : Piña madura - 1951 : La Marquesa del barrio - 1952 : El Enamorado - 1952 : La Alegre casada - 1952 : La Loca - 1952 : Necesito dinero | - 1953 : Ansiedad - 1954 : Cuidado con el amor - 1954 : La Infame - 1955 : Escuela de música - 1956 : La Faraona - 1958 : El Gran espectáculo - 1958 : Sueños de oro - 1959 : El Sordo - 1961 : Juana Gallo - 1964 : Los Astronautas - 1965 : Escuela para solteras - 1966 : La Vida de Pedro Infante - 1968 : Un Extraño en la casa - 1969 : El Pecado de Adán y Eva - 1970 : Claudia y el deseo - 1970 : Estafa de amor - 1971 : Jesús, el niño Dios - 1971 : Jesús, nuestro Señor - 1972 : Lo que mas queremos - 1972 : María y José Jesús - 1972 : Me he de comer esa tuna - 1986 : La Vida de nuestro señor Jesucristo |

### Comme producteur
| - 1933 : Sobre las olas - 1936 : Toma de posesión del nuevo gobernador del estado de Veracruz, licenciado Miguel Aleman Valdes - 1939 : Los Enredos de papá - 1942 : Las Tres viudas de papá - 1942 : Papá se enreda otra vez - 1943 : El Peñón de las Ánimas - 1945 : Flor de durazno - 1949 : El Colmillo de Buda - 1949 : El Dolor de los hijos - 1949 : Escuela para casadas - 1949 : La Vorágine - 1949 : Las Tandas del principal - 1950 : Médico de guardia - 1950 : Piña madura - 1951 : Entre abogados te veas - 1951 : La Marquesa del barrio - 1951 : Vuelva el sábado - 1952 : Ahí viene Martín Corona - 1952 : La Alegre casada - 1952 : La Loca - 1954 : Cuidado con el amor - 1955 : Escuela de música - 1956 : La Faraona - 1958 : El Gran espectáculo - 1958 : La Odalisca No. 13 - 1958 : Los Legionarios - 1959 : Angelitos del trapecio - 1959 : El Sordo - 1959 : Escuela de verano - 1959 : Las Aventuras de Carlos Lacroix - 1959 : Tres lecciones de amor - 1959 : Vagabundo y millonario - 1960 : Dos criados malcriados | - 1960 : El Dolor de pagar la renta - 1960 : El Misterio de la cobra (Carlos Lacroix en la India) - 1960 : Los Desenfrenados - 1960 : Los Tigres del desierto - 1960 : Rebelde sin casa - 1960 : Tin Tan y las modelos - 1962 : ¡En peligro de muerte! - 1962 : Las Hijas del Amapolo - 1965 : Escuela para solteras - 1966 : La Vida de Pedro Infante - 1967 : Dos pintores pintorescos - 1967 : El Camino de los espantos - 1967 : Un Par de roba chicos - 1967 : Ven a cantar conmigo - 1968 : Operación carambola - 1969 : El Pecado de Adán y Eva - 1970 : Claudia y el deseo - 1970 : Estafa de amor - 1970 : Jóvenes de la Zona Rosa - 1970 : La Hermana Trinquete - 1970 : La Mujer de oro - 1971 : Capulina contra los vampiros - 1971 : El Médico módico - 1971 : Santo contra los cazadores de cabezas - 1971 : vida mía Espérame en Siberia - 1972 : El Metiche - 1972 : El Rey de Acapulco - 1972 : Lo que mas queremos - 1972 : Me he de comer esa tuna - 1973 : El Bueno para nada - 1973 : I Escaped from Devil's Island - 1974 : El Sonambulo - 1981 : Les Doigts du diable |

### Comme monteur
- 1934 : Payasadas de la vida
- 1936 : Toma de posesión del nuevo gobernador del estado de Veracruz, licenciado Miguel Aleman Valdes
- 1938 : La Cuna vacía
- 1939 : Los Enredos de papá

## Distinctions
- 1993 : Ariel d'or Spécial
- 2001 : médaille Salvador-Toscano